# Prince de Galles
Pour les articles homonymes, voir Prince de Galles (homonymie) et Galles (homonymie).
Le titre de prince de Galles est traditionnellement attribué au fils aîné et héritier du monarque du Royaume-Uni (initialement à l’héritier du roi d’Angleterre, puis à l’héritier du roi de Grande-Bretagne), depuis le début du XIVe siècle et la conquête du pays de Galles par le roi Édouard Ier. 
Le premier prince de Galles (en gallois : Tywysog Cymru, en anglais : Prince of Wales) est Owain Gwynedd, qui établit le titre pour proclamer son indépendance et son importance au pays de Galles. Le dernier prince de Galles indigène à régner avant la domination anglaise est Llywelyn ap Gruffydd, tué par des soldats anglais en 1282. Cependant, Owain Glyndŵr, qui mène la guerre d'indépendance galloise la plus réussie au XVe siècle, est le souverain effectif du pays de Galles durant une courte période, et peut donc être considéré comme le dernier roi gallois à se faire appeler ainsi.
Le titre de comte de Chester est attaché à celui de prince de Galles depuis le XIVe siècle. Les regalia du prince de Galles sont connus sous le nom « d'honneurs de la principauté de Galles ».
Le titulaire actuel est le prince William, nommé le 9 septembre 2022 par son père le roi Charles III.

## Histoire du titre

### Princes gallois indigènes
Le premier dirigeant gallois connu à se qualifier de prince de Galles fut Owain Gwynedd, vers 1165, dans la troisième de ses lettres à Louis VII de France. Il est probable que cela visait à affirmer sa prééminence sur les autres princes gallois, à rejeter la suzeraineté du roi anglais et à proclamer son indépendance. En droit romain, « princeps » désignait un dirigeant souverain.
Avant la conquête anglaise, rares étaient les seigneurs locaux qui s'intitulaient « prince de Galles » ; en effet, après l'occupation romaine, le pays s'était divisé en petites principautés concurrentes. Néanmoins, Dafydd ap Llywelyn fut reconnu prince de Galles par le roi Henri III d'Angleterre. Son neveu Llywelyn ap Gruffydd, prince de Gwynedd et dernier souverain gallois, réclama lui aussi le titre en 1258.

Armoiries du dernier prince indigène de Galles, Owain Glyndŵr.

De 1400 à environ 1412, Owain Glyndŵr établit une principauté indépendante de Galles dont il fut le souverain, le dernier Gallois à porter le titre de « prince de Galles ».

### Princes anglais non natifs (plus tard britanniques)

L'emblème de trois plumes d'autruche utilisé par le futur prince de Galles anglais/britannique.

Édouard II reçut le premier en 1301 de son père Édouard Ier le titre de prince de Galles, pays que ce dernier venait de conquérir. Le titre est octroyé à la fin de la campagne qu'Édouard Ier mène contre les Gallois. Le roi fit édifier une forteresse à Caernarfon face aux monts Snowdon, où il installa sa femme, la reine Aliénor de Castille. Elle y mit au monde un fils (sur les seize enfants qu'elle eut du roi). La campagne terminée, le roi proposa aux Gallois la paix et un prince : ceux-ci réclamèrent un prince né dans la principauté, ne parlant ni français ni anglo-saxon, croyant ainsi mettre le roi dans l'embarras. Alors le roi leur présenta son nouveau-né, et les rudes Gallois vinrent baiser la main de la reine et de l'enfant, devenu prince de Galles. Le titre fut donc accepté car Aliénor le suivait sur les champs de bataille. Pour des raisons inconnues, Édouard II ne donna jamais le titre à son propre fils et successeur, Édouard III.
En 1346, Jean l'Aveugle tombe à la bataille de Crécy à laquelle il participait du côté du roi de France. Son cimier consistant d'un grand vol (deux grandes ailes d'oiseau) ayant été saisi par Édouard de Woodstock, il serait devenu le cimier, puis l'insigne de cette principauté, de même que sa devise Ich Dien (« Je sers »).
La cérémonie d'investiture du prince de Galles se déroula au château de Caernarfon pour la première fois en 1911 pour le fils aîné du roi George V, le futur Édouard VIII. Cette cérémonie fut répétée en 1969 pour l'investiture de Charles, fils de la reine Élisabeth II.

## Liste des princes indigènes du pays de Galles
| Photo                                                                              | Nom                                                                               | Royaume d'origine                                                                 | Titre et notes | Années et sources                                                                 | Renseignements |
| Le terme roi de Galles ou roi des Britanniques était utilisé avant cette période.  | Le terme roi de Galles ou roi des Britanniques était utilisé avant cette période. | Le terme roi de Galles ou roi des Britanniques était utilisé avant cette période. | Le terme roi de Galles ou roi des Britanniques était utilisé avant cette période. | Le terme roi de Galles ou roi des Britanniques était utilisé avant cette période. | Le terme roi de Galles ou roi des Britanniques était utilisé avant cette période. |
| ---------------------------------------------------------------------------------- | --------------------------------------------------------------------------------- | --------------------------------------------------------------------------------- | --- | --------------------------------------------------------------------------------- | --- |
|                                                                                    | Gruffudd sur Cynan                                                                | Gwynedd                                                                           | Prince... tous gallois | 1136 (D'après le Brut des Princes)                                                | Il mourut en 1137 à l'âge de 81-82 ans. |
|                                                                                    | Owain ap Gruffudd Owain Gwynedd                                                   | Gwynedd                                                                           | Prince de Galles Prince de Galles; la première personne à utiliser ce style pour désigner l'indépendance, la souveraineté et la domination sur les autres dirigeants autochtones , | ~1165 ,                                                                           | Il mourut en 1170 à l'âge de 69-70 ans. |
|                                                                                    | Rhys ap Gruffydd Seigneur Rhys                                                    | Deheubarth                                                                        | Prince de Galles | 1165 1184 1197 ,                                                                  | Il mourut en 1197, à l'âge de 65 ans. |
|                                                                                    | Llywelyn ap Iorwerth Llywelyn Fawr                                                | Gwynedd                                                                           | Prince de Galles Les chroniqueurs gallois et anglais l'appellent « Prince de Galles ». Il conserva la « principauté » du pays de Galles mais utilisa le titre de « Prince d'Aberffraw et seigneur de Snowdon », Aberffraw impliquant la domination sur l'ensemble du pays de Galles et l'hommage de tous les autres rois | 1240 (D'après le Brut des Princes)                                                | Il mourut en 1240 à l'âge de 66-67 ans. |
|                                                                                    | Dafydd ap Llywelyn                                                                | Gwynedd                                                                           | Prince de Galles , | 1245                                                                              | Il mourut subitement en 1246, à l'âge de 33 ans. |
|                                                                                    | Llywelyn ap Gruffudd Llywelyn notre dernier souverain                             | Gwynedd                                                                           | Prince de Galles , | 1255 1258, 1262, 1267                                                             | Tué par des soldats anglais sous couvert de négociations de paix le 11 décembre 1282, à l'âge de 59 ans. Sa tête a été exposée sur un poteau autour de Londres et placée sur la tour de Londres.                                 |
|                                                                                    | Dafydd ap Gruffydd                                                                | Gwynedd                                                                           | Prince de Galles | 1282 ,, 1283                                                                      | Il fut traîné dans la rue par un cheval avant d'être pendu, éventré et cantonné à Shrewsbury le 3 octobre 1283 après avoir été capturé par des soldats anglais. Sa tête était placée sur un poteau à côté de celle de son frère. |
| La domination anglaise commence après le meurtre de Llywelyn et Dafydd ap Gruffydd |                                                                                   |                                                                                   | |                                                                                   | |
|                                                                                    | Madog ap Llywelyn                                                                 | Gwynedd                                                                           | Prince de Galles | 1294 ,                                                                            | Gardé prisonnier à Londres |
|                                                                                    | Owain ap Tomas Owain Lawgoch                                                      | Gwynedd                                                                           | Prince de Galles | 1363                                                                              | Assassiné en juillet 1378 |
|                                                                                    | Owain ap Gruffydd Owain Glyndŵr                                                   | Powys, Deheubarth, Gwynedd                                                        | Prince de Galles | 1400                                                                              | Il mourut en 1415, âgé de 55 à 56 ans et fut enterré secrètement. |

## Liste des princes de Galles anglais non autochtones

### Plantagenêts (1301-1485)

#### Branche directe (1301-1399)
| Portrait | Nom                                   | Monarque    | Parenté avec le monarque | Naissance      | Devient héritier | Créé prince de Galles | Investiture      | Cesse d'être prince de Galles  | Mort                        | Armoiries |
| -------- | ------------------------------------- | ----------- | ------------------------ | -------------- | ---------------- | --------------------- | ---------------- | ------------------------------ | --------------------------- | --------- |
|          | Édouard de Carnarvon futur Édouard II | Édouard Ier | fils                     | 25 avril 1284  | 19 août 1284     | 7 février 1301        | 7 février 1301   | 7 juillet 1307 accède au trône | 21 septembre 1327 (présumé) |           |
|          | Édouard de Woodstock                  | Édouard III | fils                     | 15 juin 1330   | 15 juin 1330     | 12 mai 1343           | 12 mai 1343      | 8 juin 1376                    | 8 juin 1376                 |           |
|          | Richard de Bordeaux futur Richard II  | Édouard III | petit-fils               | 6 janvier 1367 | 8 juin 1376      | 20 novembre 1376      | 20 novembre 1376 | 21 juin 1377 accède au trône   | 14 février 1400             |           |

#### Maison de Lancastre (1399-1461, 1470-1471)
| Portrait | Nom                             | Monarque | Parenté avec le monarque | Naissance         | Devient héritier  | Créé prince de Galles | Investiture     | Cesse d'être prince de Galles | Mort         | Armoiries |
| -------- | ------------------------------- | -------- | ------------------------ | ----------------- | ----------------- | --------------------- | --------------- | ----------------------------- | ------------ | --------- |
|          | Henri de Monmouth futur Henri V | Henri IV | fils                     | 16 septembre 1386 | 30 septembre 1399 | 15 octobre 1399       | 15 octobre 1399 | 20 mars 1413 accède au trône  | 31 août 1422 |           |
|          | Édouard de Westminster          | Henri VI | fils                     | 13 octobre 1453   | 13 octobre 1453   | 15 mars 1454          | 9 juin 1454     | 4 mai 1471                    | 4 mai 1471   |           |

#### Maison d'York (1471-1485)
| Portrait | Nom                     | Monarque    | Parenté avec le monarque | Naissance          | Devient héritier | Créé prince de Galles | Investiture      | Cesse d'être prince de Galles | Mort                     | Armoiries |
| -------- | ----------------------- | ----------- | ------------------------ | ------------------ | ---------------- | --------------------- | ---------------- | ----------------------------- | ------------------------ | --------- |
|          | Édouard futur Édouard V | Édouard IV  | fils                     | 2 novembre 1470    | 11 avril 1471    | 26 juin 1471          | 18 avril 1475    | 9 avril 1483 accède au trône  | septembre 1483 (présumé) |           |
|          | Édouard de Middleham    | Richard III | fils                     | vers décembre 1473 | 26 juin 1483     | 24 août 1483          | 8 septembre 1483 | 9 avril 1484                  | 9 avril 1484             |           |

### Maison Tudor (1485-1603)
| Portrait | Nom                          | Monarque  | Parenté avec le monarque | Naissance         | Devient héritier  | Créé prince de Galles | Investiture     | Cesse d'être prince de Galles | Mort            | Armoiries |
| -------- | ---------------------------- | --------- | ------------------------ | ----------------- | ----------------- | --------------------- | --------------- | ----------------------------- | --------------- | --------- |
|          | Arthur Tudor                 | Henri VII | fils                     | 20 septembre 1486 | 20 septembre 1486 | 29 novembre 1489      | 27 février 1490 | 2 avril 1502                  | 2 avril 1502    |           |
|          | Henri Tudor futur Henri VIII | Henri VII | fils                     | 28 juin 1491      | 2 avril 1502      | 18 février 1504       | /               | 21 avril 1509 accède au trône | 28 janvier 1547 |           |

### Maison Stuart (1603-1649, 1660-1714)
| Portrait | Nom                              | Monarque    | Parenté avec le monarque | Naissance        | Devient héritier | Créé prince de Galles | Investiture | Cesse d'être prince de Galles             | Mort             | Armoiries |
| -------- | -------------------------------- | ----------- | ------------------------ | ---------------- | ---------------- | --------------------- | ----------- | ----------------------------------------- | ---------------- | --------- |
|          | Henri-Frédéric Stuart            | Jacques Ier | fils                     | 19 février 1594  | 24 mars 1603     | 4 juin 1610           | /           | 6 novembre 1612                           | 6 novembre 1612  |           |
|          | Charles Stuart futur Charles Ier | Jacques Ier | fils                     | 19 novembre 1600 | 6 novembre 1612  | 4 novembre 1616       | /           | 27 mars 1625 accède au trône              | 30 janvier 1649  |           |
|          | Charles Stuart futur Charles II  | Charles Ier | fils                     | 29 mai 1630      | 29 mai 1630      | vers 1638-1641        | /           | 30 janvier 1649 abolition de la monarchie | 6 février 1685   |           |
|          | Jacques François Stuart          | Jacques II  | fils                     | 20 juin 1688     | 20 juin 1688     | 4 juillet 1688        | /           | 2 mars 1702 confiscation du titre         | 1er janvier 1766 |           |

### Maison de Hanovre (1714-1901)
| Portrait | Nom                              | Monarque   | Parenté avec le monarque | Naissance        | Devient héritier | Créé prince de Galles | Investiture | Cesse d'être prince de Galles   | Mort            | Armoiries |
| -------- | -------------------------------- | ---------- | ------------------------ | ---------------- | ---------------- | --------------------- | ----------- | ------------------------------- | --------------- | --------- |
|          | George futur George II           | George Ier | fils                     | 10 novembre 1683 | 1er août 1714    | 27 septembre 1714     | /           | 11 juin 1727 accède au trône    | 25 octobre 1760 |           |
|          | Frédéric                         | George II  | fils                     | 1er février 1707 | 11 juin 1727     | 8 janvier 1729        | /           | 31 mars 1751                    | 31 mars 1751    |           |
|          | George futur George III          | George II  | petit-fils               | 4 juin 1738      | 31 mars 1751     | 20 avril 1751         | /           | 25 octobre 1760 accède au trône | 29 janvier 1820 |           |
|          | George futur George IV           | George III | fils                     | 12 août 1762     | 12 août 1762     | 19 août 1762          | /           | 29 janvier 1820 accède au trône | 26 juin 1830    |           |
|          | Albert-Édouard futur Édouard VII | Victoria   | fils                     | 9 novembre 1841  | 9 novembre 1841  | 8 décembre 1841       | /           | 22 janvier 1901 accède au trône | 6 mai 1910      |           |

### Maison deSaxe-Cobourg-Gotha, puisWindsor(depuis 1901)[22]
| Portrait | Nom                        | Monarque     | Parenté avec le monarque | Naissance        | Devient héritier | Créé prince de Galles | Investiture      | Cesse d'être prince de Galles    | Mort            | Armoiries |
| -------- | -------------------------- | ------------ | ------------------------ | ---------------- | ---------------- | --------------------- | ---------------- | -------------------------------- | --------------- | --------- |
|          | George futur George V      | Édouard VII  | fils                     | 3 juin 1865      | 22 janvier 1901  | 9 novembre 1901       | /                | 6 mai 1910 accède au trône       | 20 janvier 1936 |           |
|          | Édouard futur Édouard VIII | George V     | fils                     | 23 juin 1894     | 6 mai 1910       | 23 juin 1910          | 13 juillet 1911  | 20 janvier 1936 accède au trône  | 28 mai 1972     |           |
|          | Charles futur Charles III  | Élisabeth II | fils                     | 14 novembre 1948 | 6 février 1952   | 26 juillet 1958       | 1er juillet 1969 | 8 septembre 2022 accède au trône |                 |           |
|          | William                    | Charles III  | fils                     | 21 juin 1982     | 8 septembre 2022 | 9 septembre 2022      | À venir          | en fonction                      |                 |           |

## Princesses de Galles
L'épouse du prince de Galles est appelée princesse de Galles, et elle reçoit comme son mari le prédicat d'altesse royale. La seconde épouse du prince Charles, Camilla, bien qu'officiellement princesse de Galles, n'utilisait pas ce titre par respect pour sa première épouse, Diana, à qui le titre est fortement associé par le public, mais celui de duchesse de Cornouailles, et de duchesse de Rothesay en Écosse. Le titre est attribué le 9 septembre 2022 à Catherine Middleton, duchesse de Cambridge, à la suite de la mort de la reine Élisabeth II.